# Kvalifikace na Mistrovství světa ve fotbale 2014 (UEFA) – baráž
Baráž o mistrovství světa ve fotbale 2014 (UEFA) určila poslední čtyři evropské účastníky mistrovství světa ve fotbale 2014.
Do baráže postoupilo nejlepších 8 týmů na druhých místech skupinové fáze. Jeden tým tak přímo vypadl, přestože se umístil na druhé příčce. Do tohoto žebříčku se nepočítaly výsledky se šestými týmy v dané skupině, aby nebyla pětičlenná skupina znevýhodněna.

## Žebříček týmů na druhých místech
| Sk. | Tým         | Z | V | R | P | VG | IG | +/- | B  | 6. tým          |
| --- | ----------- | - | - | - | - | -- | -- | --- | -- | --------------- |
| G   | Řecko       | 8 | 6 | 1 | 1 | 9  | 4  | +5  | 19 | Lichtenštejnsko |
| I   | Francie     | 8 | 5 | 2 | 1 | 15 | 6  | +9  | 17 | —               |
| F   | Portugalsko | 8 | 4 | 3 | 1 | 15 | 8  | +7  | 15 | Lucembursko     |
| H   | Ukrajina    | 8 | 4 | 3 | 1 | 11 | 4  | +7  | 15 | San Marino      |
| C   | Švédsko     | 8 | 4 | 2 | 2 | 15 | 13 | +2  | 14 | Faerské ostrovy |
| E   | Island      | 8 | 4 | 2 | 2 | 15 | 14 | +1  | 14 | Kypr            |
| D   | Rumunsko    | 8 | 4 | 1 | 3 | 11 | 12 | -1  | 13 | Andorra         |
| A   | Chorvatsko  | 8 | 3 | 2 | 3 | 9  | 8  | +1  | 11 | Makedonie       |
| B   | Dánsko      | 8 | 2 | 4 | 2 | 9  | 11 | -2  | 10 | Malta           |

- Dánsko se jako nejhorší tým z celků na druhých místech baráže nezúčastnilo a přímo vypadlo.

Kritéria pro seřazení druhých týmů
1. Celkový počet bodů
2. Celkový rozdíl gólů
3. Počet vstřelených gólů

## Losovací koše
Los baráže proběhnul 21. října 2013 v Curychu. Proti každému týmu z koše 1 byl nalosován tým z koše 2.
| Koš 1                                                     | Koš 2                                               |
| --------------------------------------------------------- | --------------------------------------------------- |
| Portugalsko (14) Řecko (15) Chorvatsko (18) Ukrajina (20) | Francie (21) Švédsko (25) Rumunsko (29) Island (46) |

- V závorkách je uvedeno umístění jednotlivých týmů v žebříčku FIFA z října 2013, který byl rozhodující pro nasazení do košů.

## Zápasy
V jednotlivých dvojicích se hrálo systémem doma-venku. Úvodní zápasy se odehrály 15., zatímco odvety 19. listopadu 2013. Z obou zápasů se sečetlo skóre a lepší tým postoupil na mistrovství světa ve fotbale 2014. V případě rovnosti sečteného skóre rozhodovalo pravidlo venkovních gólů. V případě, že ani to nerozhodlo, hrálo se v odvetném zápase prodloužení, případně došlo k penaltovému rozstřelu.
| Domácí v 1. zápase | Celkem | Hosté v 1. zápase | 1. zápas | 2. zápas |
| ------------------ | ------ | ----------------- | -------- | -------- |
| Portugalsko        | 4:2    | Švédsko           | 1:0      | 3:2      |
| Ukrajina           | 2:3    | Francie           | 2:0      | 0:3      |
| Řecko              | 4:2    | Rumunsko          | 3:1      | 1:1      |
| Island             | 0:2    | Chorvatsko        | 0:0      | 0:2      |

| 15. listopadu 2013 19:45 UTC±0 |        |         |                                        |
| Portugalsko                    | 1 – 0  | Švédsko | Estádio da Luz, Lisabon diváci: 61 467 |
| Ronaldo 82'                    | Report |         | Estádio da Luz, Lisabon diváci: 61 467 |

| 19. listopadu 2013 20:45 UTC+1 |        |                       |                                     |
| Švédsko                        | 2 – 3  | Portugalsko           | Friends Arena, Solna diváci: 49 766 |
| Ibrahimović 68', 72'           | Report | Ronaldo 50', 77', 79' | Friends Arena, Solna diváci: 49 766 |

 Portugalsko zvítězilo celkovým skóre 4:2 a postoupilo na Mistrovství světa ve fotbale 2014.
| 15. listopadu 2013 21:45 UTC+2    |        |         |                                                             |
| Ukrajina                          | 2 – 0  | Francie | Národní sportovní komplex Olimpijskyj, Kyjev diváci: 67 732 |
| Zozulja 61' Jarmolenko 82' (pen.) | Report |         | Národní sportovní komplex Olimpijskyj, Kyjev diváci: 67 732 |

| 19. listopadu 2013 21:00 UTC+1         |        |          |                                             |
| Francie                                | 3 – 0  | Ukrajina | Stade de France, Saint-Denis diváci: 77 098 |
| Sakho 22' Benzema 34' Husjev 72' (vl.) | Report |          | Stade de France, Saint-Denis diváci: 77 098 |

 Francie zvítězila celkovým skóre 3:2 a postoupila na Mistrovství světa ve fotbale 2014.
| 15. listopadu 2013 21:45 UTC+2     |        |            |                                            |
| Řecko                              | 3 – 1  | Rumunsko   | Karaiskakis Stadium, Pireus diváci: 26 200 |
| Mitroglou 14', 67' Salpingidis 21' | Report | Stancu 19' | Karaiskakis Stadium, Pireus diváci: 26 200 |

| 19. listopadu 2013 21:00 UTC+2 |        |               |                                          |
| Rumunsko                       | 1 – 1  | Řecko         | Arena Națională, Bukurešť diváci: 53 174 |
| Torosidis 55' (vl.)            | Report | Mitroglou 23' | Arena Națională, Bukurešť diváci: 53 174 |

 Řecko zvítězilo celkovým skóre 4:2 a postoupilo na Mistrovství světa ve fotbale 2014.
| 15. listopadu 2013 19:00 UTC±0 |        |            |                                           |
| Island                         | 0 – 0  | Chorvatsko | Laugardalsvöllur, Rejkjavík diváci: 9 767 |
|                                | Report |            | Laugardalsvöllur, Rejkjavík diváci: 9 767 |

| 19. listopadu 2013 20:15 UTC+1 |        |        |                                         |
| Chorvatsko                     | 2 – 0  | Island | Stadion Maksimir, Záhřeb diváci: 22 612 |
| Mandžukić 27' Srna 47'         | Report |        | Stadion Maksimir, Záhřeb diváci: 22 612 |

 Chorvatsko zvítězilo celkovým skóre 2:0 a postoupilo na Mistrovství světa ve fotbale 2014.

## Karetní tresty
K prvnímu zápasu baráže nesměli kvůli dvěma žlutým kartám nastoupit následující hráči:
- Birkir Már Sævarsson ( Island)
- Ognjen Vukojević ( Chorvatsko)
- Panagiotis Kone ( Řecko)